# Papers from the Department of Biology, University of Queensland Papers
Papers from the Department of Biology, University of Queensland Papers (abreviado Pap. Dept. Biol. Univ. Queensland) fue una revista con ilustraciones y descripciones botánicas que fue editada en Brisbane por la Universidad de Queensland. Se publicaron 2 números en los años 1937-1950. Fue reemplazada por Papers from the Department of Botany, University of Queensland.